# レオポルト・ヤンサ

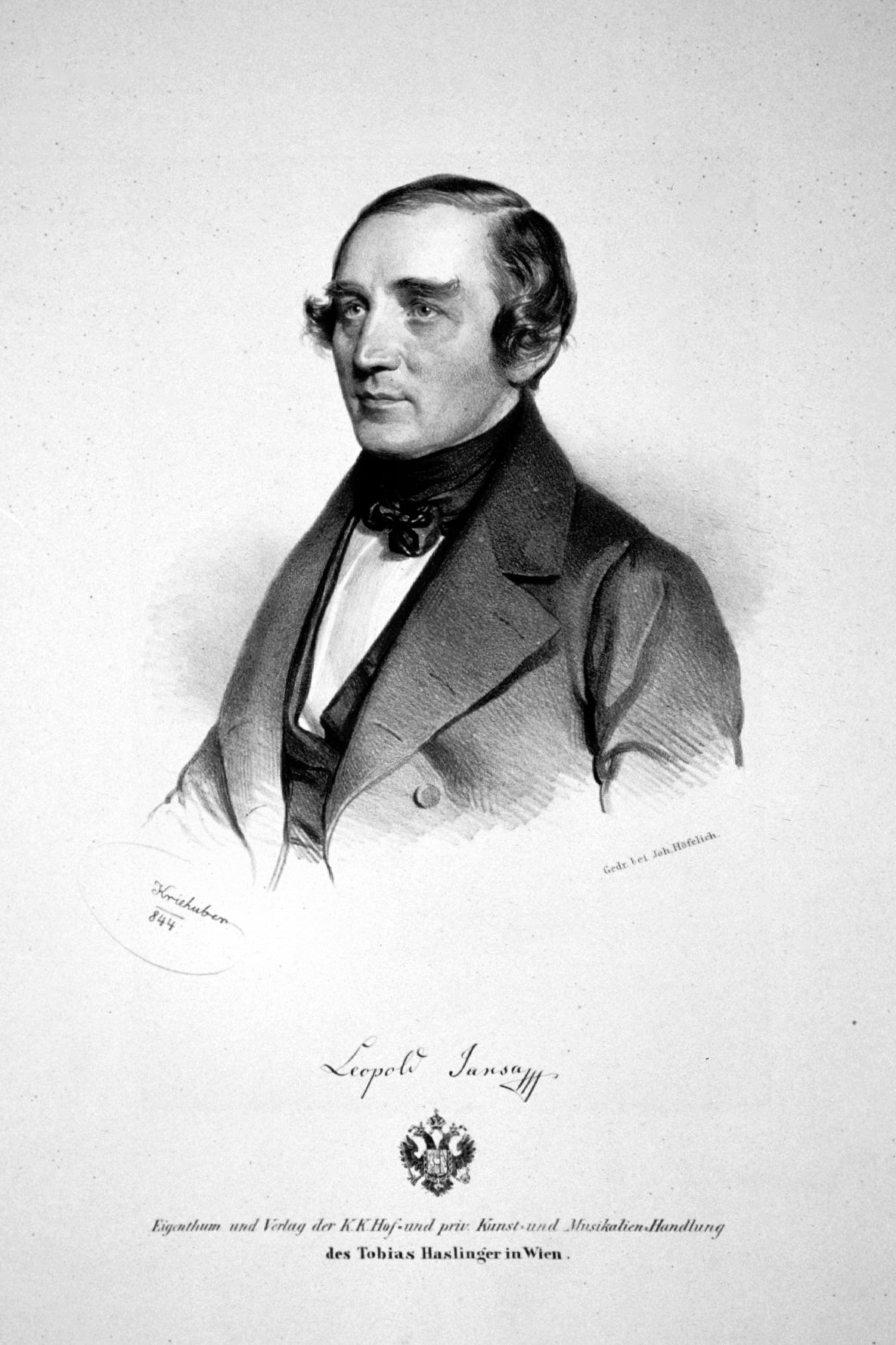

レオポルト・ヤンサ（Leopold Jansa, 1795年3月23日、オーストリア君主国、東ボヘミア、ヴィルデンシュヴェルト（ドイツ語: Wildenschwert, チェコ語: Ústí nad Orlicí）  –  1875年1月25日、ウィーン）は、ボヘミアの作曲家・ヴァイオリニスト・教育者。作曲家としては室内楽やヴァイオリン独奏曲を手懸けた。

## 略歴
少年時代から郷里でヴァイオリンの指導を受け、ブルノで一般教育を終えた。1817年にウィーンに上京して法学を学ぶが、間もなくヤン・ヴァツラフ・ヴォジーシェクやエマヌエル・フェルスターから作曲の指導を受ける。1823年にブラウンシュヴァイク管弦楽団に入団するが、1824年にはウィーン宮廷管弦楽団に入団している。1834年にウィーン大学の教授と音楽監督に就任。1834年から1850年までさまざまな弦楽四重奏団に参加した。シュパンツィヒ四重奏団の統率者イグナツ・シュパンツィヒから第1ヴァイオリン担当を受け継ぎ、カール・ホルツ（第2ヴァイオリン）やカール・トラウゴット・クヴァイサー（ヴィオラ）、ヨーゼフ・リンケ（チェロ）と活動を続けた。
1845年から1848年までウィーン楽友協会ホールで四重奏の夜会を監督した。1847年から1848年までウィーン音楽院でヴァイオリンを指導した。1848年のハンガリー革命に肩入れするロンドンの演奏会に参加した結果、ウィーンでの地位を喪う。1868年までそのままロンドンに教師として逗留し、同年の大赦でウィーンに戻った。1871年に、以前の地位に復帰している。
主要な門人にヴィルマ・ネルーダ（後のチャールズ・ハレ夫人）とカール・ゴルトマルクがいる。